# میگوی هفت‌تیرکش
میگوهای تپانچه‌ای یا میگوی هفت‌تیرکش (Pistol Shrimp یا snapping shrimp) دو چنگال نامتقارن دارد. می‌تواند چنگال بزرگش را با سرعت به هم بزند و از طریق همین سرعت با کاهش فشار، حبابی از بخار آب تولید می‌کند. ترکیدن این جباب باعث ایجاد صدای بلندی می‌شود که شبیه صدای شلیک است. از اینرو به او این نام را داده‌اند.